# Ярондайкина, Надежда Валерьевна
Надежда Валерьевна Ярондайкина (род. 30 ноября 1994 года) — российская ватерполистка, нападающий ватерпольного клуба «Уралочка-ЗМЗ» и сборной России.

## Карьера
Выступает в нападении команды «Уралочка-ЗМЗ». В 2011 году Надежда выполнила нормативы мастера спорта.
Бронзовый призёр молодёжного чемпионата мира 2012 года. Победитель молодёжных чемпионатов Европы (2010, 2012).